# 高槻市立真上小学校
高槻市立真上小学校（たかつきしりつ まかみしょうがっこう）は、大阪府高槻市にある公立小学校。

## 沿革
- 1980年4月：高槻市立芥川小学校および高槻市立清水小学校より分離開校
- 1991年4月：養護学級（知的障害）開設
- 2001年12月：中庭観察池完成

## 通学区域
- 高槻市 大蔵司1丁目、西真上1・2丁目、名神町、緑が丘1～3丁目（2丁目の一部を除く）、真上町3・4丁目、殿町の一部

卒業生は基本的に高槻市立第二中学校へ進学する。

## 交通アクセス
- 最寄り駅はJR京都線 高槻駅。